# 卡洛斯·韦泽·马丁斯
卡洛斯·韦泽·马丁斯（Carlos Wizard Martins，1956年—），巴西人，是韦泽语言学校的创始人，韦泽公司拥有45,000名员工，在全球教授1,000,000学生十余种不同语言。

## 经历
他出生于巴西的巴拉那州库里奇巴市。他13岁时，和父母一起加入耶稣基督后期圣徒教会。通过和传教士的接触，他学会了英语。18岁那年，马丁斯先生前往美国，在新泽西州的纽华克市工作。马丁斯先生曾去葡萄牙传教，后任主教。在80年代初，他带着妻子和年幼的孩子返回美国，来到杨百翰学习，并获得计算机科学与数据专业学士学位。之后，他在巴西做计算机系统分析的工作。不久，他发现他教大学英语的收入更为丰厚，所以他建立了韦泽语言学校。马丁斯夫妇有六个子女。
2001到2005年，马丁斯先生在巴西若昂佩索阿支会任会长。此前，马丁期先生也在巴西的卡斯特罗支会任会长数余年。 在2002年，出版了一本名为《跨越个人危机》（Overcoming Personal Crisis）的励志书。
他的新书《唤醒每个人体内的百万富翁》（Awake the Millionaire Inside of You） 成为2012年巴西最畅销书之一。